# 刘国瑞 (工程师)
劉國瑞（英語：K. J. Ray Liu；漢語拼音：Liú Guó Ruì；1961年2月11日—），美國科學家、工程師、教育家及企業家。他是 Origin Wireless, Inc. 的創辦人、前首席執行官，現任董事長兼首席技術官，該公司致力於開發用於無線感知與室內追蹤的人工智慧分析技術。
劉國瑞於2022年擔任電機電子工程師學會（IEEE）會長兼執行長（2021年為當選會長；2023年為前任會長），並以「讓IEEE成為您的專業之家」（Make IEEE Your Professional Home）作為任內口號。
他曾任馬里蘭大學學院市分校的傑出大學教授、傑出學者教師及 Christine Kim 傑出資訊技術教授，任教逾三十年後於2021年退休。他的研究涵蓋資訊與通信技術的多個領域，發表超過800篇經審查論文，擁有70項專利及10本著作。
1997年至1999年間，他亦創辦並擔任 Odyssey Technology 的總裁，該公司開發了全球首個透過互聯網運行的數位監控系統。